# Justin Johnson (baloncestista de 1988)
Justin Lamont Johnson (El Segundo, California, 4 de noviembre de 1988) es un exjugador de baloncesto estadounidense que disputó ocho temporadas como profesional. Con 1,88 metros de altura, jugaba en la posición de escolta.

## Trayectoria deportiva
En su etapa de formación universitaria compitió en diversos equipos de la liga NCAA, jugando hasta para tres universidades: Irvine, Citrus y Concordia.

La temporada 2015-16, compitió con los Halifax Hurricanes en la liga canadiense NBLC, donde su equipo fue campeón y Justin fue elegido MVP de las finales, con un promedio de 17 puntos por partido –en el séptimo y decisivo encuentro anotó 41 puntos-.
La primera parte de la temporada 2016-17, la disputa con los Canton Charge de la NBADL, en Ohio, donde también jugaba de base, compaginando ambas posiciones, disputando 20 partidos, con una media de 25 minutos, 8,6 puntos, 2,5 rebotes, 2,3 asistencias, 1 recuperación, 0,1 tapones y 1 pérdida.
En febrero de 2017, el Leyma Basquet Coruña anuncia el fichaje del escolta estadounidense, que llega a las filas del Leyma Coruña en la segunda vuelta de la LEB Oro para ayudar a cubrir la vacante dejada por la marcha de Dagoberto Peña, y luchar por un puesto en el playoff de ascenso a la ACB.